# Ursule Mirouët
Ursule Mirouët est un roman d’Honoré de Balzac, publié dans Le Messager, en août-septembre 1841, puis édité en deux volumes chez Souverain en 1842, avant d'être inclus, en 1843, dans les Études de mœurs de La Comédie humaine, au tome I des Scènes de vie de province.

## Résumé
Ursule Mirouët, orpheline, est recueillie et élevée par le docteur Minoret, son tuteur, qui se retire à Nemours après avoir exercé à Paris. Attentif, très soucieux du bonheur de sa pupille, le bon docteur lui fait donner une éducation de grande qualité. Ursule est entourée de l'affection d'un prêtre, du vieux docteur et d'une servante dévouée. À sa mort, le docteur Minoret fait d'Ursule sa légataire universelle. Mais la fortune du vieillard est depuis longtemps convoitée par une parentèle peu favorable à sa pupille. Après la mort du docteur Minoret, alors qu'Ursule est à peine âgée de vingt ans, ces parents-là s'acharnent à dépouiller la jeune fille. Les héritiers potentiels que le docteur comptait dans la ville sont nombreux et plus ou moins en concurrence. Mais comme ils craignent d’être déshérités au profit d'Ursule, à laquelle ils prêtent une rapacité comparable à la leur, ils se liguent contre elle. Ils l’accusent même de sombres intrigues puisqu’elle a réussi à emmener à la messe — et peut-être à éveiller en lui une certaine dévotion — le vieux docteur jusque-là agnostique. Ils s’inquiètent au fur et à mesure que les rapports du vieillard avec le prêtre deviennent excellents.
La cupidité d’un des héritiers, Minoret-Levrault, va le pousser à voler des titres de rente destinés à assurer l’avenir de la jeune fille. Réduite à la pauvreté et en butte aux persécutions et manigances inspirées par le coupable, Ursule dépérit, son état de santé fait craindre sa mort prochaine, fort attendue par les plus cupides. On la harcèle de lettres anonymes, de calomnies, de chantage. Mais l’innocence finira par triompher. Soutenue par l’amour de Savinien de Portenduère et par les amis du docteur, aidée aussi par de mystérieuses révélations reçues en songe, Ursule finira par rentrer dans ses droits et par trouver le bonheur qu’elle mérite. Elle épouse Savinien de Portenduère qui fait une belle carrière dans la marine grâce à l'aide de son grand-oncle, le comte de Kergarouët.

## Commentaires
Dans cette œuvre très balzacienne, où l’on voit l’innocence et la droiture d’Ursule Mirouët mise à mal par les parents indélicats de son tuteur, le bon docteur Minoret, l’auteur s’étend longuement sur les pouvoirs surnaturels, l’occultisme et la transmission de pensée, qui sont pour lui autant de sujets d’étude sérieux. Il cherche d’ailleurs à convaincre le lecteur incrédule en apportant à l’appui de ses dires des références documentaires multiples, des explications, des témoignages se référant aux théories d’Alexis Didier, voyant célèbre, et aussi à celles de Franz Anton Mesmer. Il montre aussi comment le docteur Minoret, un agnostique, est touché par la grâce et accède à la foi — démonstration qu'il a déjà faite avec le docteur Desplein, dans La Messe de l'athée (1836).
Comme dans Eugénie Grandet et La Rabouilleuse, Balzac met en scène ses convictions sociales en opposant les appétits triviaux de la bourgeoisie de province et le détachement matériel qu'il associe à la noblesse et au clergé. Opposé au partage successoral égalitaire qui, pour lui, émiette les propriétés sans rien recréer, il lui préfère le droit d'aînesse, seul garant d'une continuité patrimoniale. Il avait d'ailleurs rédigé un traité Du droit d'aînesse" dès 1824. 
Cette œuvre est également citée dans Balzac et la Petite Tailleuse chinoise, livre de l'écrivain franco-chinois Dai Sijie, paru en 2000. Elle y joue un rôle clé : en effet, l'ouvrage se déroule pendant la Révolution culturelle chinoise, époque où les livres sont presque systématiquement interdits. Entrant en possession de ce livre prohibé, les deux personnages principaux se voient ouvrir la porte de la civilisation occidentale et, par là, un monde nouveau sur l'amour, la vie, les femmes et la littérature.